# Ferdinando Fulgenzio Pasini
Ferdinando Fulgenzio Pasini (San Donà di Piave, 2 aprile 1897 – Gerusalemme, 17 aprile 1985) è stato un vescovo cattolico e missionario italiano.

## Biografia
Appartenente all'Ordine dei frati minori, nel 1925 parte come missionario in Cina, dove negli anni successivi ricopre la carica di rettore del seminario e cancelliere arcivescovile dell'arcidiocesi di Xi'an.
il 13 luglio 1944 papa Pio XII lo nomina vescovo titolare di Biblo e vicario apostolico di Sanyuan, in Cina. Riceve l'ordinazione episcopale il 17 dicembre seguente dall'allora vescovo Pacifico Giulio Vanni, vicario apostolico di Xi'an-fu.
Terminata la seconda guerra mondiale, l'11 aprile 1946 lo stesso Papa lo nomina primo vescovo residenziale di Sanyuan. Nel 1953 viene arrestato, imprigionato e poi espulso dalla Cina. Si dimette formalmente dall'incarico nel 1983.
Partecipa a tutte le sessioni del Concilio Vaticano II.
È sepolto nella basilica dell'Agonia (o di tutte le nazioni), presso l'Orto degli Ulivi di Gerusalemme.

## Genealogia episcopale
La genealogia episcopale è:
- Cardinale Guillaume d'Estouteville, O.S.B.Clun.
- Papa Sisto IV
- Papa Giulio II
- Cardinale Raffaele Riario
- Papa Leone X
- Papa Clemente VII
- Cardinale Antonio Sanseverino, O.S.Io.Hier.
- Cardinale Giovanni Michele Saraceni
- Papa Pio V
- Cardinale Innico d'Avalos d'Aragona, O.S.Iacobi
- Cardinale Scipione Gonzaga
- Patriarca Fabio Biondi
- Papa Urbano VIII
- Cardinale Cosimo de Torres
- Cardinale Francesco Maria Brancaccio
- Vescovo Miguel Juan Balaguer Camarasa, O.S.Io.Hier.
- Papa Alessandro VII
- Cardinale Neri Corsini
- Vescovo Francesco Ravizza
- Cardinale Veríssimo de Lencastre
- Arcivescovo João de Sousa
- Vescovo Álvaro de Abranches e Noronha
- Cardinale Nuno da Cunha e Ataíde
- Cardinale Tomás de Almeida
- Cardinale João Cosme da Cunha, O.R.C.
- Arcivescovo Francisco da Assunção e Brito, O.E.S.A.
- Vescovo Alexandre de Gouveia, T.O.R.
- Vescovo Caetano Pires Pereira, C.M.
- Vescovo Gioacchino Salvetti, O.F.M.Obs.
- Vescovo Lodovico Maria Besi
- Vescovo Francesco Saverio Maresca, O.F.M.
- Vescovo Luigi Celestino Spelta, O.F.M.Ref.
- Vescovo Eustachio Vito Modesto Zanoli, O.F.M.Ref
- Vescovo Simeone Volonteri, P.I.M.E.
- Vescovo Vincenzo Epifanio Carlassare, O.F.M.Ref.
- Vescovo Agapito Augusto Fiorentini, O.F.M.
- Vescovo Eugenio Massi, O.F.M.
- Arcivescovo Pacifico Giulio Vanni, O.F.M.
- Vescovo Ferdinando Fulgenzio Pasini, O.F.M.